# 肝付兼護
肝付兼護（1561年—1600年10月21日）是日本戰國時代至安土桃山時代的武將、大名。肝付氏第19代當主。父親是肝付氏第16代當主肝付兼續。

## 生平
在永祿4年（1561年）出生，家中末子。父親兼續是大隅國的大名。天正2年（1574年），哥哥兼亮臣從於島津氏，不過因為與伊東氏結成友好關係，被亡父的正室和長兄的正室、以及重臣們流放。雖然已經成為別家的養嗣子，不過作為後繼者而被召回，並被擁立為當主。在家中沒有實權，所領只有高山城得到保證，在天正8年（1580年），所領由高山移至薩摩國。作為大名的肝付氏滅亡，此後，肝付氏成為島津氏家臣。
慶長5年（1600年），在關原之戰中，跟隨島津義弘參戰，在關原敵中突破時戰死。家督由嫡男兼幸繼承。

## 外部連結
- 武家家伝＿肝付氏 （页面存档备份，存于）